# Jacques Baquey
Pas d'image ? Cliquez ici

a Compétitions nationales et continentales officielles uniquement.

b Matchs officiels uniquement.
Jacques Baquey (né le 25 novembre 1895 à Saint-Médard-en-Jalles et mort le 11 août 1933) était un joueur français de rugby à XV.

## Biographie
Jacques Baquey naît le 25 novembre 1895 au domicile de ses parents, situé dans le village d'Hastignan, à Saint-Médard-en-Jalles. Son père, Jean, alors âgé de 36 ans, est cultivateur, tandis que sa mère, Jeanne Bénerist, 30 ans, est sans profession. 
Jacques Baquey a joué au poste d'ailier gauche (1,73 m pour 75 kg) pour le Stade toulousain, le SBUC et le SC Mazamet. Il a également été sélectionné une fois en équipe de France. 

## Carrière de joueur

### En club
- Stade toulousain
- Stade bordelais
- SC Mazamet

### En équipe nationale
Il a disputé un match du Tournoi des Cinq Nations en 1921.